# Jonas Rydelius
Jonas Rydelius (även Ryderus), död 15 september 1668 i Björkebergs socken, var en svensk präst.

## Biografi
Jonas Rydelius var son till kyrkoherden i Västra Ryds socken. Han prästvigdes 6 oktober 1657 till komminister i Ekeby församling. Rydelius blev 1658 kyrkoherde i Malexanders församling och 1661 kyrkoherde i Björkebergs församling. Han avled 15 september 1668 i Björkebergs socken.

### Familj
Rydelius gifte sig första gången med Kerstin Månsdotter (död 1659). De fick tillsammans barnen Jonas, Anders och Israel (1659–1692). Barnen antog efternamnet Rudman.
Rydelius gifte sig andra gången med Elisabeth Petersdotter. Hon var dotter till kyrkoherden Petrus Olavi i Fornåsa socken. Elisabeth Petersdotter hade tidigare varit gift med kyrkoherden Andreas Matthiæ i Fornåsa socken.